# Veneto Open 2024 - Doppio
Il doppio femminile del torneo di tennis professionistico Veneto Open 2024, facente parte della categoria WTA 125 nell'ambito del WTA 125 2024, si svolge dal 17 al 23 giugno 2024 a Gaiba, in Italia. Han Na-lae e Jang Su-jeong erano le campionesse in carica, ma hanno scelto di non prendere parte a questa edizione del torneo.
In finale Hailey Baptiste e Alycia Parks hanno sconfitto Miriam Kolodziejová e Anna Sisková con il punteggio di 7-6(4), 6-2.

## Teste di serie
1. Anna Danilina /  Xu Yifan (quarti di finale)

1. Miriam Kolodziejová /  Anna Sisková (finale)

## Wildcard
1. Anastasia Abbagnato /  Giorgia Pedone (quarti di finale)

## Tabellone

### Legenda
| - Q = Qualificato - WC = Wild card - LL = Lucky loser | - ALT = Alternate - SE = Special Exempt - PR = Protected Ranking | - w/o = Walkover - r = Ritirato - d = Squalificato |

|  | Quarti di finale | Quarti di finale         | Quarti di finale         | Quarti di finale | Quarti di finale |  |  | Semifinali | Semifinali               | Semifinali               | Semifinali                       | Semifinali                       |    |   | Finale | Finale                       | Finale                       | Finale | Finale |  |
|  |                  |                          |                          |                  |                  |  |  |            |                          |                          |                                  |                                  |    |   |        |                              |                              |        |        |  |
|  | 1                | A Danilina Y Xu          | 5                        | 6                | [6]              |  |  |            |                          |                          |                                  |                                  |    |   |        |                              |                              |        |        |  |
|  |                  | H Baptiste A Parks       | 7                        | 4                | [10]             |  |  |            | H Baptiste A Parks       | H Baptiste A Parks       | 6                                | 6                                |    |   |        |                              |                              |        |        |  |
|  |                  | E Lechemia K Zimmermann  | E Lechemia K Zimmermann  | 5                | 1                |  |  |            | A Moratelli C Perrin     | A Moratelli C Perrin     | 2                                | 3                                |    |   |        |                              |                              |        |        |  |
|  |                  | A Moratelli C Perrin     | A Moratelli C Perrin     | 7                | 6                |  |  |            |                          |                          |                                  |                                  |    |   |        | Hailey Baptiste Alycia Parks | Hailey Baptiste Alycia Parks | 7      | 6      |  |
|  | WC               | A Abbagnato G Pedone     | A Abbagnato G Pedone     | 4                | 4                |  |  |            |                          | 2                        | Miriam Kolodziejová Anna Sisková | Miriam Kolodziejová Anna Sisková | 64 | 2 |        |                              |                              |        |        |  |
|  |                  | E Cascino C Rosatello    | E Cascino C Rosatello    | 6                | 6                |  |  |            | E Cascino C Rosatello    | E Cascino C Rosatello    | 2                                | 3                                |    |   |        |                              |                              |        |        |  |
|  |                  | Ė Andreeva M Carlé       | Ė Andreeva M Carlé       | 1                | 5                |  |  | 2          | M Kolodziejová A Sisková | M Kolodziejová A Sisková | 6                                | 6                                |    |   |        |                              |                              |        |        |  |
|  | 2                | M Kolodziejová A Sisková | M Kolodziejová A Sisková | 6                | 7                |  |  |            |                          |                          |                                  |                                  |    |   |        |                              |                              |        |        |  |